# João da Silva
João da Silva, född den 22 augusti 1963, är en brasiliansk före detta friidrottare som tävlade i kortdistanslöpning.
Da Silvas främsta merit är bronset på 200 meter från inomhus-VM 1985 i Paris. 

## Personliga rekord
- 200 meter - 20,56(w) från 1983